# Indanthura caribbica
Indanthura caribbica är en kräftdjursart som först beskrevs av Paul och Menzies 1971.  Indanthura caribbica ingår i släktet Indanthura och familjen Anthuridae. Inga underarter finns listade i Catalogue of Life.